# El Hoyo de Pinares
El Hoyo de Pinares település Spanyolországban, Ávila tartományban. El Hoyo de Pinares Valdemaqueda, Cebreros és San Bartolomé de Pinares községekkel határos. Lakosainak száma 2183 fő (2024).

## Népesség
A település népessége az utóbbi években az alábbiak szerint változott:
| Lakosok száma | 2318 | 2367 | 2369 | 2401 | 2422 | 2339 | 2267 | 2131 | 2163 | 2183 |
|               | 2001 | 2004 | 2006 | 2009 | 2011 | 2014 | 2016 | 2019 | 2021 | 2024 |